# Диско (остров)
Диско или Кекертарсуак (на датски: Diskoøen; на гренландски: Qeqertarsuaq) е остров в югоизточната част на Бафиново море, край западния бряг на Гренландия. Площта му е 8578 km². Протокът Сулорсуак, широк 12 km, го отделя от Гренландия. Бреговете му са предимно високи, стръмни и слабо разчленени, с изключение на западното крайбрежие, където навътре в сушата се вдават 3 фиорда: Диско (36 km), Мелем и Норд. Релефът му представлява силно разчленено базалтово плато с височина до 1919 m. Около 1/5 от територията на острова е покрита с ледници, които на някои места се спускат до морето. Разработват се находища на кафяви въглища и желязна руда. През 2005 г. населението на острова е наброявало 1100 души. На южния бряг на острова е разположен град Кекертарсуак (Годхавън) с население 845 души през 2013 г. Останалото население живее в още 10 малки селца, всички те разположени по брега на острова. Остров Диско е открит между 982 и 985 г. от норвежкия викинг Ерик Торвалдсон, а в началото на XI век е заселен с преселници викинги от Исландия.